# Miss Sierra Leone

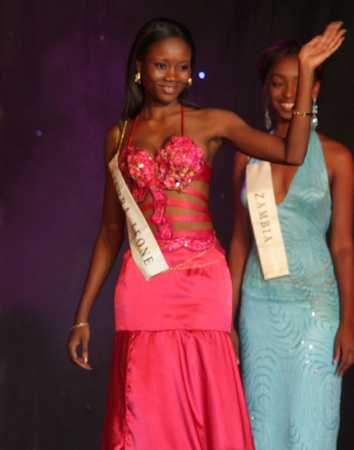
Tyrilla Gouldson, Miss Sierra Leone 2008.

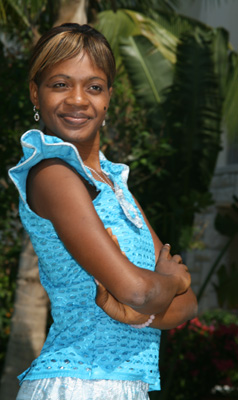
Fatmata Turay, Miss Sierra Leone 2007.

Miss Sierra Leone è un concorso di bellezza femminile dal quale viene selezionata annualmente la rappresentante di Sierra Leone per Miss Mondo. 

## Albo d'oro
| Anno | Vincitrice           | Piazzamento |
| ---- | -------------------- | ----------- |
| 1986 | Alice Matta Fefegula |             |
| 1988 | Tiwila Ojukutu       |             |
| 2001 | Anniemod Cole        |             |
| 2006 | Kadijatu Kebbay      |             |
| 2007 | Fatmata Turay        |             |
| 2008 | Tyrilla Gouldson     |             |
| 2009 | Mariatu Kargbo       |             |
| 2010 | Neyorlyn Willams     |             |
| 2006 | Peth Msiska          |             |
| 2009 | Joyce Mphande        |             |
| 2010 | Ella Kabambe         |             |